# NGC 6745A
NGC 6745A (również PGC 62691 lub UGC 11391a) – zniekształcona galaktyka spiralna znajdująca się w gwiazdozbiorze Lutni w odległości około 200 milionów lat świetlnych od Ziemi. Odkrył ją 24 lipca 1879 roku Édouard Jean-Marie Stephan. NGC 6745A ma około 80 000 lat świetlnych średnicy.
Galaktyka NGC 6745A znajduje się w trakcie kolizji z oddalającą się mniejszą galaktyką NGC 6745B. Kolizja ta doprowadziła do utworzenia jasnoniebieskiego obłoku łączącego obie galaktyki, w którym powstają nowe gwiazdy.
W galaktyce tej zaobserwowano supernową SN 1999bx.